# Godło Armeńskiej SRR

Godło Armeńskiej Socjalistycznej Republiki Radzieckiej

Godło z lat 1922–1937

Godło Armeńskiej Socjalistycznej Republiki Radzieckiej miało formę okrągłą, było zatem odmienne niż większość godeł republik związkowych ZSRR, choć zawierało też wiele typowych elementów radzieckich godeł. 
Centralnymi elementami godła była góra Ararat oraz umieszczone nad nią sierp i młot i czerwona gwiazda, od której rozchodziły się złote promienie.
 Wizerunek masywu Ararat, jakkolwiek położonego obecnie na obszarze Turcji, znajdującego się jednak na historycznych ziemiach ormiańskich i tradycyjnie wiązanego z tym państwem, był jednym z symboli Armenii (umieszczony był na jednym z pięciu pól godła Armenii z roku 1918 oraz wzorowanego na nim godła z 1992 r.). Sierp i młot były symbolem sojuszu robotniczo chłopskiego oraz najważniejszym elementem godła Związku Radzieckiego, a czerwona pięcioramienna gwiazda oznaczała przyszłe zwycięstwo komunizmu w pięciu częściach świata. Całość otoczona była przez 6 kłosów zboża oraz kiść i kilka liści winogron. Umieszczenie symboli tych roślin w godle podkreślało znaczenie rolnictwa oraz symbolizowało dobrobyt. 
Dokoła koła z opisanym wizerunkiem znajdował się kolejny okrąg, a w nim w formie półkola umieszczono nazwę państwa w języku ormiańskim: Հայկական Սովետական Սոցիալիստական Հանրապետություն, a u dołu, na tle czerwonej wstęgi - wezwanie do jedności proletariatu: Proletariusze wszystkich krajów, łączcie się! w językach ormiańskim: Պրոլետարներ բոլոր երկրների, միացե'ք! i rosyjskim: Пролетарии всех стран, соединяйтесь!. 
Pierwsze godło Armeńskiej SRR zostało przyjęte 2 lutego 1922 r. Zostało ono opracowane na podstawie projektu ormiańskiego artysty Martirosa Sarjana i w ostatecznej wersji przyjęte w marcu 1937 r. Obowiązywało ono z niewielkimi zmianami do 19 kwietnia 1992 r., kiedy to oficjalnie przywrócono godło Armenii z 1918 r.
Najważniejszymi zmianami, jakie poczyniono w czasach ZSRR w wyglądzie symbolu Armeńskiej SRR były zmiany napisów z nazwami kraju w języku ormiańskim: w wersji z 1922 r. nazwa ta była pełna (Armeńska Socjalistyczna Republika Radziecka) i czytała się jako hAjastani Socjalistakan Horrdajin hAnrapetutiun. 3 kwietnia 1927 nazwę pełną zastąpiła nazwa częściowo skrócona (Armeńska SRR). W 1937 przywrócono wersję napisu z pełną nazwą kraju, jednak brzmiała ona nieco odmiennie: hAjkakan Horrdajin Socjalistakan hAnrapietutiun. W roku 1940 w oficjalnym języku ormiańskim nastąpiły reformy, których elementami było m.in. zmiana terminów używanych na oznaczenie słów "republika" i "radziecki". W wyniku tej innowacji lingwistycznej zmieniła się oficjalna nazwa kraju i odtąd w godle napis brzmiał hAjkakan Sowietakan Socjalistakan Respublika. W 1966 znów dokonano zmiany polegającej na tłumaczeniu słowa "republika" i odtąd do końca istnienia Armeńskiej SRR napis z nazwą kraju na godle brzmiał: hAjkakan Sowietakan Socjalistakan hAnrapietutiun.
Innymi zmianami występującymi w grafice godła było usunięcie w 1937 r. wizerunku wschodzącego słońca i jego promieni, występujących w pierwotnej wersji i umieszczenie w ich miejscu czerwonej gwiazdy, a także usunięcie gałązek oliwnych i umieszczenie w ich miejsce kolejnych kłosów. W 1977 r. dokoła czerwonej gwiazdy umieszczono promienie słoneczne.